# Église Saint-Grégoire de Lavernhe
Pour les articles homonymes, voir Église Saint-Grégoire.
L'église Saint-Grégoire de Lavernhe est une église catholique située en France sur la commune de Lavernhe, dans le département de l'Aveyron en région Occitanie.
L'édifice fait l’objet d'un classement au titre des monuments historiques depuis le 25 avril 1929.

## Localisation
L'église est située dans le département français de l'Aveyron, sur la commune de Lavernhe.

## Historique
L'édifice est classé au titre des monuments historiques en 1929.